# مارك بيرك
مارك بيرك (بالإنجليزية: Mark Burke)‏ (12 فبراير 1969 في إنجلترا في المملكة المتحدة – )؛ هو لاعب كرة قدم سابق كان يلعب كمهاجم.

## وصلات خارجية
- مارك بيرك على موقع رابطة كرة القدم اليابانية للمحترفين (اليابانية)
- مارك بيرك على موقع قاعدة بيانات كرة القدم.إي يو (الإنجليزية)
- مارك بيرك على موقع Soccerbase.com (لاعب) (الإنجليزية)
- مارك بيرك على موقع Soccerway.com (الإنجليزية)
- مارك بيرك على موقع عالم كرة القدم.نت (الإنجليزية)